# Париз Паризов
Париз Вангеов Паризов е професор, доктор на педагогическите науки.

## Биография
Проф. Паризов е роден в Дупница на 31 март 1953 г.

#### Образование
- 1975 г. – завършва Полувисшия медицински институт, специалност „Социален работник“
- 1979 г. – завършва специалност „Кинезитерапия“ във ВИФ
- 1983 г. – получава специалност „Медицинска физкултура“ в Медицинската академия
- 1991 г. – защитава дисертация и придобива научната степен „кандидат на медицинските науки“
- 1997 г. – завършва специалност „Социална педагогика и социално подпомагане“ в ЮЗУ „Н. Рилски“, Благоевград
- 1998 г. – получава научното звание „доцент“
- 2003 г. – защитава втора дисертация и придобива научната степен „доктор на педагогическите науки“
- 2005 г. – получава научното звание „професор“

#### Преподавателска дейност
- От 1990 г. – хоноруван преподавател във висши училища по въпросите на кинезитерапията, медико-социалната рехабилитация и организация и управление на социалните дейности.
- От 1999 г. – ръководител на специалност „Социални работници“ в Медицинския колеж в София
- От 1999 г. – професор в Катедра „Медико-социални науки“ на Философския факултет в ЮЗУ „Н. Рилски“ (Благоевград)
- От края на 1999 г. до 2002 г. – завеждащ Катедра „Медико-социални науки“ в ЮЗУ (Благоевград); чете лекции в: Нов български университет, Варненски свободен университет, Бургаски свободен университет, Медицински колеж (Хасково), Медицински колеж (Благоевград)
- От 2006 г. – председател на комисията по педагогика на ВАК[1] (атестираща преподаватели от Философския факултет) в ЮЗУ [2].

#### Научно-изследователска дейност
Има над 160 научни публикации в областта на кинезитерапията, рехабилитацията, социалното дело и социалното подпомагане, голяма част от които са публикувани в чужбина и изнесени на международни симпозиуми и конгреси.
Автор е на студия, 4 учебника и 8 монографии с медико-социална и социално-педагогическа насоченост. Признати са му 19 рационализации.
Бил е член на Редколегията на списание „Медицински работник“. Понастоящем е в редколегията на сисание „Асклепий“, международен годишник по история и обща теория на медицината, член на редколегията на електронно издание на БАН и висшите училища и член на Редакционния съвет на списание „Кинезитерапия и рехабилитация“ от 2009 г.

#### Административна дейност
В периода 1989-1997 г. е научен сътрудник в Института по курортология, физиотерапия и рехабилитация.
От 1997 г. до 1998 г. е ръководител на Областната служба за социално подпомагане в Софийска област, а от 1998 г. до края на 1999 г. е в Министерството на труда и социалната политика, отговаряйки за същата област. През същото време в качеството си на експерт участва в оценяването на проекти към Фонд „Рехабилитация и социална интеграция на инвалидите“ към Министерския съвет.
От 1990 г. е хоноруван преподавател в полувисши и висши учебни заведения по въпросите на медико-социалната рехабилитация и по организация и управление на социалните дейности. От 1999 г. до 2001 г. е ръководител на специалност „Социални работници“ в Медицинския колеж, София. От края на 1999 г. е преподавател в Катедра „Медико-социални науки“ на ЮЗУ „Н. Рилски“, Благоевград. От 2000 г. до 2002 г. е завеждащ катедра „Медико-социални науки“ в ЮЗУ.
От 2006 г. е член на комисия на Висшата атестационна комисия при Министерския съвет. През ноември 2007 г. е избран за член на Академичния съвет на ЮЗУ „Н. Рилски“, от февруари 2008 г. е научен секретар на ЮЗУ „Н. Рилски“, а от 2009 г. е експерт на Националната агенция за оценяване и акредитация.

#### Отличия
Отличник на Министерството на народното здраве, носител на почетен медал на профсъюза на здравните работници и удостояван със званието „почетен рационализатор“.
От октомври 2005 г. е избран за почетен член на българското дружество към Балканската асоциация по история и философия на медицината. От 2007 г. е почетен член на Асоциацията на кинезитерапевтите и рехабилитаторите в България.
През 2008 г. проф. Паризов е удостоен с международната награда „Златно сърце“